# Municipio de Sloan
El municipio de Sloan (en inglés: Sloan Township) es un municipio ubicado en el condado de Woodbury en el estado estadounidense de Iowa. En el año 2010 tenía una población de 1113 habitantes y una densidad poblacional de 12,05 personas por km².

## Geografía
El municipio de Sloan se encuentra ubicado en las coordenadas 42°15′27″N 96°11′35″O / 42.25750, -96.19306. Según la Oficina del Censo de los Estados Unidos, el municipio tiene una superficie total de 92.38 km², de la cual 92,38 km² corresponden a tierra firme y (0 %) 0 km² es agua.

## Demografía
Según el censo de 2010, había 1113 personas residiendo en el municipio de Sloan. La densidad de población era de 12,05 hab./km². De los 1113 habitantes, el municipio de Sloan estaba compuesto por el 97,21 % blancos, el 1,98 % eran amerindios, el 0,09 % eran asiáticos, el 0,45 % eran de otras razas y el 0,27 % eran de una mezcla de razas. Del total de la población el 1,62 % eran hispanos o latinos de cualquier raza.